# Ильницкие
Ильницкие — украинский («руський» (укр.)) шляхетский род герба Сас.
27 июня 1431 года Владислав Ягайло, король Речи Посполитой, подтвердил шляхетному Ванче Волоху и его сыновьям Ходку, Иванку и Занку село Турка в Самборськом повете. От сыновей Занка происходят Яворские и Турецкие. Сыновья Базилия Занковича осели в Яворе, а единственный сын Фёдора Занковича Дмитрий в Турке. Ильницкие же были потомками или Ходка, или Иванка. Первое упоминание об Ильницких выпадает на 1491 год, когда Миклаш и Игнат из Ильника судились c Влодиком из Стебника.
Определением бывшей Герольдии, от 5 Ноября 1834 года, утверждены постановления Волынского Дворянского Депутатского Собрания, от 18 Июня 1829 года и 28 Октября 1833 года, о признании в Дворянском достоинстве, со внесением в шестую часть Дворянской родословной книги, Давида и Андрея-Матфея Константиновых Ильницких.
Определением же Правительствующего Сената, по Департаменту Герольдии, от 12 Января 1912 года, к сему роду причислена дочь вышеупомянутого Давида Константинова Ильницкого — Леонарда, по мужу Марцинчик, по ходатайству которой, определением Правительствующего Сената, 20 Декабря 1912 г./25 Сентября 1913 г., заключено: признать за родом Ильницких право на Польский герб «Сас» (Sas), дополнив его щитодержателями.

## Происхождение фамилии
Фамилия происходит от названия села Ильник, которое находится в Самборском районе Львовской области.

## Описание герба
В лазуревом щите вертикально серебряная стрела остриём вверх. Под ней золотой полумесяц рогами вверх, на их концах по золотой шестиконечной звезде.
На щите дворянский коронованный шлем. Нашлемник: павлиний хвост, пронзённый горизонтально серебряной стрелой справа налево. Намёт на щите лазуревый, подложенный справа серебром, слева золотом. Щитодержатели: два золотых льва с червлёными языками. Герб рода дворян Ильницких внесён в Часть 20 Общего гербовника дворянских родов Всероссийской империи, стр. 14.